# Geheime dienst

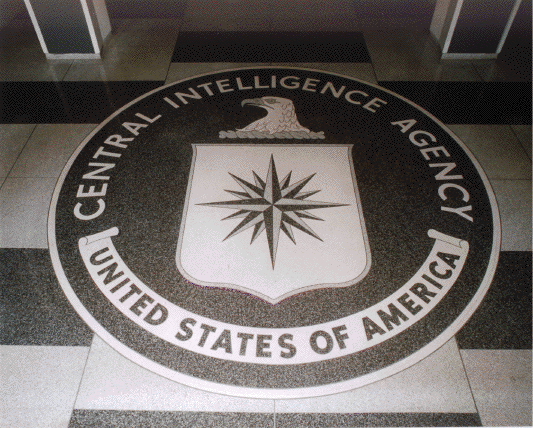
Logo in de hal van het gebouw van de Amerikaanse CIA

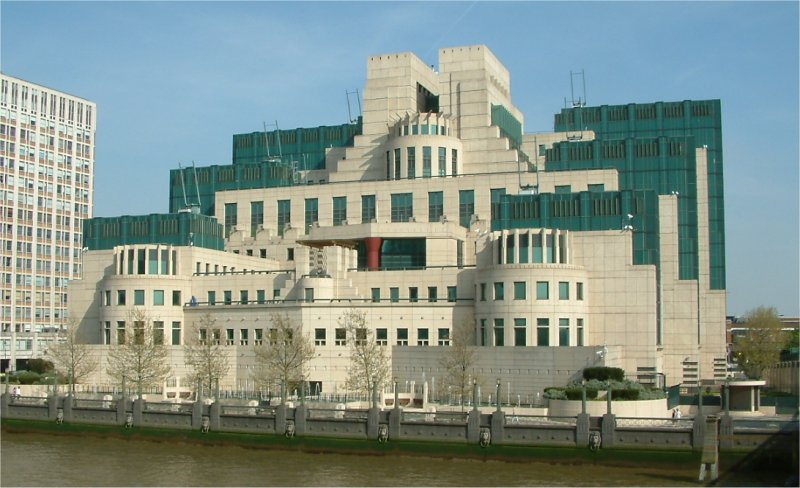
Hoofdkwartier van de Britse inlichtingendienst MI6 in Londen

Een geheime dienst is een overheidsorganisatie die mede op heimelijke (clandestiene) wijze onderzoek doet ten behoeve van de nationale veiligheid van een land. Dit wordt doorgaans spionage genoemd.
Geheime diensten worden onderscheiden in veiligheidsdiensten en inlichtingendiensten. In grotere landen zijn dat aparte diensten, in kleinere landen is er vaak één organisatie die zowel veiligheids- als inlichtingentaken vervult.
Naast de algemene veiligheids- en inlichtingendiensten zijn er ook specifieke afluisterdiensten en militaire inlichtingendiensten.

## Soorten inlichtingen
Geheime diensten verzamelen inlichtingen, wat te omschrijven valt als doorgaans geheime informatie van andere partijen die van nut kan zijn voor de opdrachtgevers van deze diensten, zoals regeringen en militaire bevelhebbers. Van belang is dat inlichtingen op betrouwbaarheid gewaardeerd en tijdig aan de opdrachtgever gepresenteerd worden.
Inlichtingen kunnen afkomstig zijn uit een reeks van verschillende bronnen, die vanuit Brits/Amerikaans gebruik allemaal met een "-INT" worden aangeduid. Hier vermeld met de meestgebruikte bronnen bovenaan:
- OSINT (Open Source Intelligence): inlichtingen uit openbare bronnen
- HUMINT (Human Intelligence): inlichtingen uit menselijke bronnen ("spionnen")
- SIGINT (Signals Intelligence): inlichtingen uit elektronische signalen ("afluisteren")
- IMINT (Imagery Intelligence): inlichtingen uit luchtfoto's en satellietbeelden
- GEOINT (Geospatial Intelligence): inlichtingen uit verschillende bronnen gepresenteerd op landkaarten
- CLASSINT (Classified information Intelligence): inlichtingen uit geclassificeerde informatie van partnerdiensten
- MEDINT (Medical Intelligence): inlichtingen op medisch gebied
- FININT (Financial Intelligence): inlichtingen uit financiële bronnen
- TRAVINT (Travel Intelligence): inlichtingen uit reisgegevens

## Andere activiteiten
Naast het verzamelen van inlichtingen houden geheime diensten zich ook met andere activiteiten bezig. Het kan daarbij gaan om:
- Heimelijke beïnvloeding: proberen de sociale, economische en/of politieke stabiliteit van een ander land aan te tasten;
- Ongewenste inmenging: proberen de eigen burgers die in een ander land leven te controleren door ze in de gaten te houden of te intimideren.

## Soorten geheime diensten

### Gecombineerde diensten
In kleinere landen is er vaak één organisatie die zowel verantwoordelijk is voor de binnenlandse veiligheid, als voor het vergaren van inlichtingen uit het buitenland. Ook in de voormalige communistische en in enkele nog bestaande dictaturen was, resp. is er sprake van één gecombineerde geheime dienst.
Voorbeelden van gecombineerde geheime diensten zijn:
- Algemene Inlichtingen- en Veiligheidsdienst (AIVD) - Nederland
- Veiligheid van de Staat/Sûreté de l'État (VSSE of Staatsveiligheid)[4][5][6][7] - België
- KGB - Wit-Rusland
- Ministerie voor Staatsveiligheid - Volksrepubliek China
- Milli Istihbarat Teskilati (MIT) - Turkije

Opgeheven diensten in voormalige communistische landen:
- Departamentul Securității Statului - Roemenië
- Komitet Gosoedarstvennoj Bezopasnosti (KGB) - Sovjet-Unie
- Ministerium für Staatssicherheit (MfS of Stasi) - DDR

### Veiligheidsdiensten
Een veiligheidsdienst mag in eigen land onderzoek verrichten naar personen, organisaties en bedrijven die mogelijk het regime van een land of de (democratische) rechtsorde kunnen verstoren. Veiligheidsdiensten zijn daartoe ook verantwoordelijk voor contraspionage, dat wil zeggen het tegengaan van spionage door buitenlandse geheime diensten.
Voorbeelden van veiligheidsdiensten zijn:
- Brigada Político-Social (BPS) - Spanje (1941-1986)
- Bundesamt für Verfassungsschutz (BfV) - Duitsland
- Centro de Investigación y Seguridad Nacional (CISEN) - Mexico
- Direction centrale du Renseignement intérieur (DCRI) - Frankrijk
- Direction Générale de la Surveillance du Territoire (DGST) - Marokko
- Federal Bureau of Investigation (FBI) - Verenigde Staten
- Federalnaja sloezjba bezopasnosti (FSB) - Rusland
- Guojia Anquanbu - Volksrepubliek China
- Säkerhetspolisen (SäPo) - Zweden
- Secrétariat général de la Défense et de la Sécurité nationale (SGDN) - Frankrijk
- Security Service (MI5) - Verenigd Koninkrijk
- Sjien Beet - Israël
- StB - Tsjechië

### Inlichtingendiensten
Een inlichtingendienst doet onderzoek in en naar andere landen om na te gaan welke bedreigingen er van die landen uitgaan voor de eigen nationale veiligheid. Onder leiding van inlichtingenofficieren worden daarvoor inlichtingen verkregen van buitenlandse agenten en informanten, die in de volksmond vaak abusievelijk spionnen worden genoemd.
Voorbeelden van inlichtingendiensten zijn:
- Bundesnachrichtendienst (BND) - Duitsland
- Central Intelligence Agency (CIA) - Verenigde Staten
- Direction générale de la Sécurité extérieure (DGSE) - Frankrijk
- Mossad - Israël
- Secret Intelligence Service (SIS/MI6) - Verenigd Koninkrijk
- Sloezjba Vnesjnej Razvedki (SVR) - Rusland

### Afluisterdiensten
Een afluisterdienst verzamelt inlichtingen uit elektronisch informatieverkeer en andere digitale bronnen uit het buitenland. Hij vervult ook vaak de functie van cryptologische dienst, omdat hij probeert cryptografisch versleutelde buitenlandse communicatie te ontcijferen. Tevens houdt een afluister- of cryptologische dienst zich bezig met het versleutelen en beveiligen van de eigen nationale informatie en communicatie, zowel civiel als militair.
Voorbeelden van afluisterdiensten zijn:
- Försvarets radioanstalt (FRA) - Zweden
- Government Communications Headquarters (GCHQ) - Verenigd Koninkrijk
- Joint Sigint Cyber Unit (JSCU) - Nederland
- National Security Agency (NSA) - Verenigde Staten

### Militaire inlichtingendiensten
Een militaire inlichtingendienst doet onderzoek naar de veiligheid van de krijgsmacht en verzamelt militaire inlichtingen uit en over het buitenland.
Voorbeelden van militaire inlichtingendiensten zijn:
- Algemene Dienst Inlichting en Veiligheid (ADIV) - België
- Defence Intelligence (DI) - Verenigd Koninkrijk
- Defense Intelligence Agency (DIA) - Verenigde Staten
- Direction du Renseignement militaire (DRM) - Frankrijk
- Glavnoje Razvedyvatelnoje Oepravlenie (GRU) - Rusland
- Militaire Inlichtingen- en Veiligheidsdienst (MIVD) - Nederland
- Zentrum für Nachrichtenwesen der Bundeswehr (ZNBw) - Duitsland
- Zong Can Er Bu - Volksrepubliek China

### Private inlichtingendiensten
In Amerika en Engeland zijn steeds meer commerciële ondernemingen actief die inlichtingen verzamelen voor bijvoorbeeld multinationals zoals de Amerikaanse militaire onderneming Academi (voorheen Blackwater). In veel van deze inlichtingendiensten werken ex-medewerkers van inlichtingendiensten.
Voorbeelden van deze 'privé-spionagediensten' zijn:
- Diligence - Verenigd Koninkrijk
- Hakluyt & Company - Verenigd Koninkrijk
- Total Intelligence Solutions - Verenigde Staten